# Cechówka (polana)
Cechówka lub Cechówki – niewielka polana na grzbiecie Łopienia w Beskidzie Wyspowym. Na mapie Geoportalu ma nazwę Chechłówka. Położona jest na wysokości około 935 m, w grzbiecie łączącym najwyższy, zachodni szczyt Łopienia (961 m) z Łopieniem Środkowym (955 m), pomiędzy tym ostatnim a polaną Myconiówka. Dawniej cały grzbiet Łopienia od wierzchołka zachodniego po wschodni był jedną, ogromną halą, na której tętniło życie pasterskie. Stały na niej szałasy, po których obecnie nie ma już śladu. Po hali tej na grzbiecie pozostały jeszcze cztery polany: Cechówka, Jaworze, Myconiówka i Zawadówka. Za niewielkim pasem lasu po południowo-wschodniej stronie Cechówki na dawnej hali rośnie młody las.
Nie wiadomo skąd pochodzi nazwa polany, ale w leśnictwie cechówką nazywa się specjalny, podobny do młotka przyrząd używany przez leśniczego do znakowania drzewa.
Cechówka włączona została w obręb obszaru ochrony specjalnej Uroczysko Łopień. Obok polany prowadzi szlak turystyczny. Polana znajduje się w obrębie wsi Dobra w województwie małopolskim, w powiecie limanowskim, w gminie Dobra.

## Szlaki turystyczne
Tymbark – Łopień Wschodni – Łopień Środkowy – Myconiówka.